# Isochromodes dispar
Isochromodes dispar är en fjärilsart som beskrevs av W. Warren 1900. Isochromodes dispar ingår i släktet Isochromodes och familjen mätare. Inga underarter finns listade i Catalogue of Life.